# 孔多爾加加山 (馬爾卡區)
10°01′04″S 77°24′55″W / 10.01778°S 77.41528°W
孔多爾加加山（Kuntur Qaqa），是秘魯的山峰，位於該國北部安卡什大區，由雷奈伊省的馬爾卡區負責管轄，屬於內格拉山脈的一部分，海拔高度4,600米。